# Aitor Fernández
Aitor Fernández Abarisketa (Mondragón, 3 maggio 1991) è un calciatore spagnolo, portiere dell'Osasuna.

## Carriera

### Club
Ha giocato nella prima divisione spagnola.

### Nazionale
Ha giocato nella nazionale spagnola Under-19.
Nel 2011 con la nazionale spagnola Under-20 ha preso parte al campionato mondiale di calcio Under-20 2011, disputando un incontro.

## Statistiche

### Presenze e Reti con i Club
Statistiche aggiornate al 14 settembre 2024.
| Stagione               | Squadra                | Campionato | Campionato | Campionato | Coppe nazionali | Coppe nazionali | Coppe nazionali | Coppe continentali | Coppe continentali | Coppe continentali | Altre coppe | Altre coppe | Altre coppe | Totale | Totale |
| Stagione               | Squadra                | Comp       | Pres       | Reti       | Comp            | Pres            | Reti            | Comp               | Pres               | Reti               | Comp        | Pres        | Reti        | Pres   | Reti   |
| ---------------------- | ---------------------- | ---------- | ---------- | ---------- | --------------- | --------------- | --------------- | ------------------ | ------------------ | ------------------ | ----------- | ----------- | ----------- | ------ | ------ |
| 2010-2011              | Bilbao Athletic        | SDB        | 19         | -17        |                 | -               | -               |                    | -                  | -                  |             | -           | -           | 19     | -17    |
| 2011-2012              | Bilbao Athletic        | SDB        | 11         | -13        |                 | -               | -               |                    | -                  | -                  |             | -           | -           | 11     | -13    |
| Totale Bilbao Athletic | Totale Bilbao Athletic | SDB        | 30         | -30        |                 | -               | -               |                    | -                  | -                  |             | -           | -           | 30     | -30    |
| 2012-gen. 2013         | Barakaldo              | SDB        | 21         | -13        |                 | -               | -               |                    | -                  | -                  |             | -           | -           | 21     | -13    |
| gen.-lug. 2013         | Villarreal B           | SDB        | 8          | -13        |                 | -               | -               |                    | -                  | -                  |             | -           | -           | 8      | -13    |
| 2013-2014              | Villarreal B           | SDB        | 34         | -37        |                 | -               | -               |                    | -                  | -                  |             | -           | -           | 34     | -37    |
| 2014-2015              | Villarreal B           | SDB        | 21         | -21        |                 | -               | -               |                    | -                  | -                  |             | -           | -           | 21     | -21    |
| 2015-2016              | Villarreal B           | SDB        | 39         | -33        |                 | -               | -               |                    | -                  | -                  |             | -           | -           | 39     | -33    |
| Totale Villarreal B    | Totale Villarreal B    | SDB        | 102        | -104       |                 | -               | -               |                    | -                  | -                  |             | -           | -           | 102    | -104   |
| 2016-2017              | Numancia               | SD         | 29         | -29        | CR              | 1               | -1              |                    | -                  | -                  |             | -           | -           | 30     | -30    |
| 2017-2018              | Numancia               | SD         | 45         | -45        | CR              | 1               | 0               |                    | -                  | -                  |             | -           | -           | 46     | -45    |
| Totale Numancia        | Totale Numancia        | SD         | 74         | -74        | CR              | 2               | -1              |                    | -                  | -                  |             | -           | -           | 76     | -75    |
| 2018-2019              | Levante                | PD         | 16         | -24        | CR              | 4               | -5              |                    | -                  | -                  |             | -           | -           | 20     | -29    |
| 2019-2020              | Levante                | PD         | 36         | -51        | CR              | 2               | -4              |                    | -                  | -                  |             | -           | -           | 38     | -55    |
| 2020-2021              | Levante                | PD         | 29         | -44        | CR              | 1               | -2              |                    | -                  | -                  |             | -           | -           | 30     | -46    |
| 2021-2022              | Levante                | PD         | 13         | -29        | CR              | 2               | -3              |                    | -                  | -                  |             | -           | -           | 15     | -32    |
| Totale Levante         | Totale Levante         | PD         | 94         | -148       | CR              | 9               | -14             |                    | -                  | -                  |             | -           | -           | 103    | -162   |
| 2022-2023              | Osasuna                | PD         | 21         | -19        | CR              | 0               | 0               |                    | -                  | -                  |             | -           | -           | 21     | -19    |
| 2023-2024              | Osasuna                | PD         | 7          | -9         | CR              | 2               | -2              | UECL               | 1                  | -2                 | SS          | 0           | 0           | 10     | -13    |
| 2024-2025              | Osasuna                | PD         | 0          | 0          | CR              | 0               | 0               |                    | -                  | -                  |             | -           | -           | 0      | 0      |
| Totale Osasuna         | Totale Osasuna         | PD         | 28         | -28        | CR              | 2               | -2              | UECL               | 1                  | -2                 |             | -           | -           | 31     | -32    |
| Totale carriera        | Totale carriera        |            | 349        | -397       | CR              | 13              | -17             | UECL               | 1                  | -2                 |             | -           | -           | 363    | -416   |

### Cronologia Presenze e Reti subite con la Nazionale
| Cronologia completa delle presenze e delle reti in nazionale ― Spagna under 20 | Cronologia completa delle presenze e delle reti in nazionale ― Spagna under 20 | Cronologia completa delle presenze e delle reti in nazionale ― Spagna under 20 | Cronologia completa delle presenze e delle reti in nazionale ― Spagna under 20 | Cronologia completa delle presenze e delle reti in nazionale ― Spagna under 20 | Cronologia completa delle presenze e delle reti in nazionale ― Spagna under 20 | Cronologia completa delle presenze e delle reti in nazionale ― Spagna under 20 | Cronologia completa delle presenze e delle reti in nazionale ― Spagna under 20 |
| Data                                                                           | Città                                                                          | In casa                                                                        | Risultato                                                                      | Ospiti                                                                         | Competizione                                                                   | Reti                                                                           | Note                                                                           |
| ------------------------------------------------------------------------------ | ------------------------------------------------------------------------------ | ------------------------------------------------------------------------------ | ------------------------------------------------------------------------------ | ------------------------------------------------------------------------------ | ------------------------------------------------------------------------------ | ------------------------------------------------------------------------------ | ------------------------------------------------------------------------------ |
| 20-4-2011                                                                      | Mantova                                                                        | Italia under 20                                                                | 0 – 1                                                                          | Spagna under 20                                                                | Amichevole                                                                     | -                                                                              | 46’                                                                            |
| 31-7-2011                                                                      | Manizales                                                                      | Costa Rica under 20                                                            | 1 – 4                                                                          | Spagna under 20                                                                | Mondiale Colombia 2011 - Gironi                                                | -1                                                                             |                                                                                |
| Totale                                                                         |                                                                                | Presenze                                                                       | 2                                                                              |                                                                                | Reti                                                                           | -1                                                                             |                                                                                |

| Cronologia completa delle presenze e delle reti in nazionale ― Spagna under 19 | Cronologia completa delle presenze e delle reti in nazionale ― Spagna under 19 | Cronologia completa delle presenze e delle reti in nazionale ― Spagna under 19 | Cronologia completa delle presenze e delle reti in nazionale ― Spagna under 19 | Cronologia completa delle presenze e delle reti in nazionale ― Spagna under 19 | Cronologia completa delle presenze e delle reti in nazionale ― Spagna under 19 | Cronologia completa delle presenze e delle reti in nazionale ― Spagna under 19 | Cronologia completa delle presenze e delle reti in nazionale ― Spagna under 19 |
| Data                                                                           | Città                                                                          | In casa                                                                        | Risultato                                                                      | Ospiti                                                                         | Competizione                                                                   | Reti                                                                           | Note                                                                           |
| ------------------------------------------------------------------------------ | ------------------------------------------------------------------------------ | ------------------------------------------------------------------------------ | ------------------------------------------------------------------------------ | ------------------------------------------------------------------------------ | ------------------------------------------------------------------------------ | ------------------------------------------------------------------------------ | ------------------------------------------------------------------------------ |
| 3-11-2009                                                                      | Alginet                                                                        | Spagna under 19                                                                | 5 – 1                                                                          | Macedonia del Nord under 19                                                    | Qual. Europeo Under-19 2010                                                    | -1                                                                             |                                                                                |
| 5-11-2009                                                                      | Alginet                                                                        | Galles under 19                                                                | 0 – 1                                                                          | Spagna under 19                                                                | Qual. Europeo Under-19 2010                                                    | -                                                                              |                                                                                |
| 8-11-2009                                                                      | Alzira                                                                         | Spagna under 19                                                                | 0 – 1                                                                          | Portogallo under 19                                                            | Qual. Europeo Under-19 2010                                                    | -1                                                                             |                                                                                |
| 14-4-2010                                                                      | Eskişehir                                                                      | Norvegia under 19                                                              | 1 – 1                                                                          | Spagna under 19                                                                | Qual. Europeo Under-19 2010                                                    | -1                                                                             |                                                                                |
| 24-7-2010                                                                      | Flers                                                                          | Spagna under 19                                                                | 3 – 0                                                                          | Italia under 19                                                                | Europeo Under-19 2010 - Gironi                                                 | -                                                                              |                                                                                |
| Totale                                                                         |                                                                                | Presenze                                                                       | 5                                                                              |                                                                                | Reti                                                                           | -3                                                                             |                                                                                |